# Hipólito Ramírez y Larraz
Hipólito Ramírez (y) Larraz (Pamplona, 1836 - Pamplona, 21 de marzo de 1901) fue un organista, compositor y maestro de capilla español.

## Vida
Hipólito Ramírez y Larraz nació en Pamplona, en 1836.
Se ordenó sacerdote en 1865 y trabajó como organista en Huarte, a pocos kilómetros de Pamplona, en la Iglesia de San Juan Evangelista, entre 1866 y 1897.
El magisterio de la Catedral de Pamplona estaba vacante desde el Fallecimiento de Francisco de la Huerta en 1814. Pero el tenor Julián Prieto ya se había encargado de los infantes entre 1807 y 1808, y a partir de esa fecha ocupó el magisterio por completo por enfermedad de Huerta. Prieto permanecería como interino hasta su fallecimiento en 1844; posteriormente ocuparía el cargo como interino el músico militar Mariano García Zalba, que fallecía en el cargo el 5 de febrero de 1869. El siglo XIX había resultado muy difícil, las invasiones francesas, el Trienio constitucional, el sitio de los Cien mil hijos de San Luis, las guerras carlistas, la desamortización de Mendizabal, concordato, etc. habían dejado a la Catedral con pocos medios.
No fue hasta 1876 que Hipólito Ramírez y Larraz fue nombrado maestro de capilla, cargo que mantuvo hasta su muerte en Pamplona el 21 de marzo de 1901. Durante este tiempo se encargó de la formación de Leocadio Hernández Ascunce, posteriormente también maestro de capilla de la Catedral de Pamplona entre 1911 y 1923.

## Obra
Fue un entusiasta propagador de la música de Hilarión Eslava, razón por la que hay tanta obra de Eslava en la Catedral de Pamplona. Durante el magisterio de Ramírez, las composiciones de Eslava podían ser oídas a menudo e las misas pamplonesas.
Todas las composiciones de Ramírez se conservan en el archivo de música de la Catedral de Pamplona. Se conservan tres misas, gozos, himnos, lamentaciones, además de otras obras en latín y romance, todas ellas eclesiásticas.